# Keruak District
Keruak District (indonesiska: Kecamatan Keruak) är ett distrikt i Indonesien.   Det ligger i kabupatenet Kabupaten Lombok Timur och provinsen Nusa Tenggara Barat, i den sydvästra delen av landet, 1 100 km öster om huvudstaden Jakarta. Keruak District ligger på ön Lombok Island.